# Rose Red
Rose Red (también conocida como Cámara de Damnata) es una miniserie de televisión estadounidense dividida en tres episodios. Cuenta con tan solo una temporada que fue estrenada el 27 de enero de 2002. Su autor y productor es el escritor Stephen King, mientras que el director fue Craig R. Baxley. 

## Sinopsis
En 1906, un millonario llamado John Rimbauer desea construir una mansión para su joven amante Ellen Rimbauer. Mientras la construye ocurren accidentes en los que varios trabajadores mueren. Ellen Rimbauer viaja a África para traer una nueva amiga, Sukeena, una chamana u oráculo para que le prediga el futuro. Cuando regresan, la casa no está terminada, ya había huelga sindical. Ellen llama a la casa de Rose Red ('Rosa roja'). Los accidentes se ocultan, pero hay cada vez más desapariciones. Se cree, por tanto, que la casa está maldita y nadie quiere entrar en ella.
Cien años después, una joven profesora de parapsicología quiere investigar la casa. Junto con personas que poseen talentos sobrenaturales, visitan la casa y se quedan ahí. Esto tiene consecuencias: la casa es maligna, cambia para que los visitantes se pierdan y mueran, y cualquier persona que muere se convierte en un demonio que se queda atrapado para siempre en Rose Red. Los visitantes pronto dirigen sus fuerzas contra la casa para escapar.

## Reparto
- Nancy Travis como Dr. Joyce Reardon
- Matt Keeslar como Steven Rimbauer
- Kimberly J. Brown como Annie Wheaton
- Emily Deschanel como Pam Asbury
- Julian Sands como Nick Hardare
- Melanie Lynskey como Rachel Wheaton
- David Dukes como Dr. Carl Miller
- Matt Ross como Emiry Waterman
- Kevin Tighe como Victor Kandinsky
- Judith Ivey como Cathy Kramer
- Julia Campbell como Ellen Gilchrist-Rimbauer
- Jimmi Simpson como Kevin Bollinger
- Yvonne Sciò como Deanna Petrie
- Tsidii Le Loka como Sukeena
- Laura Kenny como Patricia
- Stephen King como El repartidor de pizza

## Premios
- 2002: Premio Emmy: Mejor producción creativa - Craig Stearns
- 2003: Premio Saturno: Mejor Serie Mini
- 2003: Premio IHG (International Horror Guild): Mejor miniserie
- 2003: Premio VES (Visual Effects Society): Mejores efectos visuales en una miniserie